# Податкова система України
Податкова система України — це сукупність податків, зборів, інших обов'язкових платежів і внесків до бюджету України і державних цільових фондів, які діють у встановленому законом порядку.
Після прийняття Податкового кодексу в Україні діє 135 платежів (податків, зборів та інших обов'язкових платежів).
Міністр фінансів Наталія Яресько назвала існуючу податкову систему «складною, незрозумілою, суб'єктивною і корупційною» (грудень 2015).

## Історія формування податкової системи України
Виникнення податків сягає сивої давнини. В Київській Русі податки з'являються вже в перші роки виникнення цієї держави. Давньоруські податки не запозичуються з інших країн, а мають своє власне, національне походження. Одним з найдавніших прямих податків Київської Русі, що проіснував на українських землях, було подимне. Назва походить від одиниці оподаткування — «диму». Тобто, «дому», селянського двору. Платили подимне натурою та часткового грішми. Інший древній податок — полюддя. Він збирався під час щорічних об'їздів Київської Русі князем та його дружиною. І ще одним джерелом наповнення казни було поплужне. Це земельний податок, одиницею оподаткування якого був плуг. Поплужне йшло на військові витрати, утримання князівського двору та на дипломатичні місії. Цікаво, що ці три види податків так узвичаїлись, що й продовжили існувати тоді, коли Київської Русі не стало. Спочатку в землях Галицько-Волинського князівства, а потім за часів литовсько-української та литовсько-польської держави.
Княгиня Ольга, розвиваючи і вдосконалюючи традиційну систему податків, збагачує їх оброками, втілює в життя рентні відносини. Останні стали важкою розплатою за смуту і нестабільність життя на Русі в ХІІ-ХІІІ ст. В епоху середньовіччя Русь сплачувала податки Литовській, Польській і Московській державам, час від часу, збільшуючи кількість прямих і непрямих, звичайних і надзвичайних податей, яких нараховувалося понад 30.
З XV ст. вводиться такий прямий грошовий податок, як половщина. Спочатку його сплачували селяни, виходячи з кількості худоби і землі. Згодом половщину почали сплачувати всі державні категорії залежного селянства. Понад триста років проіснував на українських землях такий натуральний податок як поштучне, запроваджений литовцями. Його сплачували селяни від кількості худоби та птиці, витканого полотна, ряден, рушників.
З XVI ст. в Україну приходить так зване Магдебурзьке право, яке стає визначальним у податковому та митному регулюванні. Магдебурзьке право — це письмовий королівський дозвіл на місцеве самоврядування, куплене мешканцями окремих міст і містечок, або дароване жителям окремих міст за особливі заслуги перед короною. Міський голова чи бургомістр за Магдебурзьким правом був найвищою виконавчою та судовою особою в місті. Він мав право встановлювати розміри податків та мита, відміняти їх чи звільняти від них окремих громадян, розглядав усі майново-боргові спори і виносив по них рішення. Міське населення було особисто вільним. Ковалі, гончарі, ювеліри, крамарі об'єднувались в окремі цехи і сплачували фіксовані податки колективно. Завдяки Магдебурзькому праву почали швидко розвиватися міста. Чотириста років тому воно було запроваджено в Києві. За часів Магдебурзького права було запроваджено помірне торговельне мито. І сплачувалось воно з певної міри привізного товару. Розмір помірного був сталим і декілька століть не мінявся: два гроші за одну одиницю товару. Часто помірне торговельне мито органами міського управління замінялося іншими вимогами.
За часів Гетьманщини частину податків, що стягувалися з населення було скасовано. Шляхта, козацька старшина були звільнені від податків повністю. Лише міщани і селяни платили стацію — податок на утримання війська, а також сплачували податок з промислових прибутків.
Повне знищення українських податкових звичаїв, які передбачали помірність і доцільність оподаткування, розпочалося з втратою незалежності України і повного поневолення країни Російською Імперією. Ламаючи управлінську систему України, яка за своєю демократичною суттю та універсальністю випереджала більшість адміністративних систем країн Європи, Російська Імперія почала запроваджувати й свої податки. Помірне мито було замінене московським податком, що становив 5 відсотків від продажної ціни товару. Було введено подвірне оподаткування. Тобто, запроваджено нову систему оподаткування населення прямими податками. Запровадження подвірного оподаткування значно збільшило кількість платників податків за рахунок введення в їх число тих категорій населення, що раніше були звільнені від оподаткування: «задвірних», «ділових людей», половників та інших. Загальну суму подвірного визначав уряд на чолі з урядником, а сільська громада чи міське управління розподіляли суму податку між всіма дворами. Подвірне оподаткування зберігалось до запровадження подушного, тобто до XVIII століття. Основний прямий податок Російської імперії подушне запроваджено в Україні в першій половині XVIII століття. Його сплачувало все чоловіче населення країни, крім дворян, духовенства і осіб, що перебували на державній службі. Розмір податку щороку визначався сумою, необхідною для утримання армії і флоту, і постійно збільшувався. У XVIII ст. подушне становило близько 50 відсотків усіх надходжень до державного бюджету Російської імперії. Подушне сплачували до кінця 19 століття. З появою іноземних капіталістичних інвесторів і розвитком в пореформений час сільськогосподарського і ремісничо-промислового підприємництва, подушна подать відміняється і вводяться майнові, та інші прямі податки.
В роки революції і громадянської війни податкова система змінюється прямим визиском, експропріацією. Елементи цивілізованого регулювання економіки шляхом запровадження прямих і непрямих податків запроваджуються в період коротко часового НЕПу. Сталінізація спростила податкову систему і в умовах тоталітарної системи вона стала по суті номінальною і набрала вироджених форм. Потреби в спеціальному податковому органі в умовах загальнодержавної форми власності на засоби виробництва не було. У складі Міністерства фінансів та його підрозділів в областях, районах, містах виділялись відповідні підрозділи держдоходів. Вони несли відповідальність за дотриманням діючого порядку справляння бюджетних доходів і за виконання плану надходжень платежів до бюджет).
Разом з набуттям Україною незалежності у 1991 році почала створюватися та інтенсивно розвиватися нова податкова система. Вона значною мірою відрізняється від тієї, що існувала в умовах командно адміністративної системи — з особливостями, характерними для всіх республік колишнього СРСР. Податкова система України, що формується нині, з одного боку, сягає своїм корінням у систему доходів державного бюджету колишнього СРСР, з іншого боку, потребує змін і реформ, що відповідали б вимогам становлення в країні ринкової економіки. Створена у 1991 році податкова система України зазнала численних значних змін, але так і не досягла прийнятного для уряду та суспільства стану.
За даними Світового банку за підсумками 2011 року Україна зайняла І місце у світі за кількістю податків і зборів: український бізнес у той чи іншій формі сплачує 135 різних податків. Для порівняння, друге місце в цьому рейтингу зайняла Румунія, у неї кількість податків 113. На третьому місці перебуває Ямайка з 72 видів податків. У Гонконзі стягуються всього три податки, в Грузії, Швеції, Норвегії — чотири податки, у Сингапурі — п'ять податків. У Франції всього сім податків, у Великій Британії, Чехії, Нідерландах, Португалії, Іспанії, Фінляндії — вісім податків. У США — 11. У середньому на податкову звітність та сплату податків українські підприємці витрачають 657 годин на рік.
За підсумками 2021 року, відповідно рейтингу під назвою «Tax Hells Index 2023» («Податкові пекла 2023»), який склав американський фонд «1841», податкова система України потрапила до п'ятірки найгірших у світі. Перше, друге та третє місця посіли відповідно Білорусь, Венесуела та Аргентина, на четвертому місці — Україна, п'ятими та шостими слідують Бразилія та Мексика.

## Податкова система України
Податкову систему України можна представити у вигляді трьох основних підсистем:
- підсистема оподаткування юридичних осіб
- підсистема оподаткування фізичних осіб
- збори в державні цільові фонди

Усі ці підсистеми знаходяться в тісному взаємозв'язку між собою, їх складають одні структурні елементи: прямі податки, непрямі податки, а також інші податки і збори.
Згідно з чинним законодавством, громадяни України можуть отримати довідку про відсутність заборгованності з податків і зборів. Для цього громадянин має скористуватися електронною послугою надання довідки про відсутність заборгованості на офіційному сайті Кабінету Міністрів України.

## Податки та збори
Формування відособленої самостійної податкової системи України почалося ще в рамках колишнього СРСР. У 1991 році був прийнятий Закон УРСР «Про систему оподаткування». У цьому законі був приведений перелік загальнореспубліканських податків, зборів і обов'язкових платежів, стягнутих з юридичних і фізичних осіб. Згодом у цей Закон був внесений ряд змін і доповнень.
У 1997 році був прийнятий Закон України "Про внесення змін у Закон України «Про систему оподаткування», у якому була викладена нова редакція Закону «Про систему оподаткування». З 2010 року прийнято Податковий кодекс України відповідно до якого в Україні стягуються:
- загальнодержавні податки і збори (обов'язкові платежі);
- місцеві податки і збори (обов'язкові платежі).

Загальнодержавні податки і збори установлюються Верховною Радою України і стягуються на всій території України.

### Загальнодержавні податки і збори
До 1 січня 2011 року в Україні діяли такі види загальнодержавних податків і зборів:
- податок на додану вартість (ПДВ)
- акцизний збір
- податок на прибуток підприємств
- податок на доходи фізичних осіб
- мито
- державне мито
- податок на нерухоме майно (не регламентований)
- плата за землю
- рентна плата
- податок із власників транспортних засобів і інших самохідних машин і механізмів
- податок на промисел
- збір за геологорозвідувальні роботи
- збір за спеціальне використання природних ресурсів
- збір за забруднення навколишнього природного середовища
- збір на обов'язкове соціальне страхування
- збір на обов'язкове державне пенсійне страхування
- плата за торговий патент на деякі види підприємницької діяльності

### Місцеві податки і збори
Місцеві податки і збори, механізм їх стягування і порядок сплати встановлюються сільськими, селищними, міськими Радами народних депутатів відповідно до переліку й у межах граничних розмірів ставок, установлених законами України. При цьому комунальний податок, збір за паркування автотранспорту, ринковий збір, збір за видачу ордера на квартиру, збір за дозвіл на розміщення об'єктів торгівлі і сфери послуг, збір із власників собак є обов'язковими для встановлення при наявності об'єктів оподаткування чи умов, зв'язаних із введенням цих податків і зборів.
Основними місцевими податками і зборами до 1 січня 2011 року були:
- податок з реклами
- комунальний податок
- готельний збір
- збір за паркування автотранспорту
- ринковий збір
- збір на видачу ордера на квартиру
- курортний збір
- збір за участь у бігах на іподромі
- збір за виграш в бігах на іподромі
- збір з осіб, що беруть участь у грі на тоталізаторі на іподромі
- збір за право використання місцевої символіки
- збір за право проведення кіно- і телезйомок
- збір за проведення місцевого аукціону, конкурсного розпродажу і лотерей
- збір на проїзд по території прикордонних областей автотранспорту, що спрямовується за кордон
- збір за видачу дозволу на розміщення об'єктів торгівлі сфери послуг
- збір із власників собак

## Податки та збори в Україні з 1 січня 2011 року
З 1 січня 2011 року набрав чинності новий Податковий кодекс України, який значно змінює систему оподаткування в Україні. З прийняттям нового кодексу втратили чинність ряд Законів України, декретів Кабінету Міністрів України, постанов Верховної Ради України та указів президента України. У новому кодексі змінено кількість та склад загальнодержавних і місцевих податків та зборів. Згідно з Податковим кодексом в Україні в наш час (станом на 01 січня 2016 року) діють 11 податків та зборів, з них 7 загальнодержавних та 4 місцевих.

### Загальнодержавні податки та збори
З 1 січня 2011 року, з набранням чинності Податкового кодексу України до загальнодержавних податків та зборів належали такі податки та збори:
1. податок на прибуток підприємств
2. податок на доходи фізичних осіб
3. податок на додану вартість
4. акцизний податок
5. збір за першу реєстрацію транспортного засобу
6. екологічний податок
7. рентна плата за транспортування нафти і нафтопродуктів магістральними нафтопроводами та нафтопродуктопроводами, транзитне транспортування трубопроводами природного газу та аміаку територією України
8. рентна плата за нафту, природний газ і газовий конденсат, що видобуваються в Україні(скасовано)
9. плата за користування надрами
10. плата за землю
11. збір за користування радіочастотним ресурсом України
12. збір за спеціальне використання води
13. збір за спеціальне використання лісових ресурсів
14. фіксований сільськогосподарський податок
15. збір на розвиток виноградарства, садівництва і хмелярства
16. мито
17. збір у вигляді цільової надбавки до діючого тарифу на електричну та теплову енергію, крім  електроенергії, виробленої кваліфікованими когенераційними установками
18. збір у вигляді цільової надбавки до діючого тарифу на природний газ для споживачів усіх форм власності

### Місцеві податки та збори
З 1 січня 2011 року до місцевих податків та зборів належали:
1. податок на нерухоме майно, відмінне від земельної ділянки
2. єдиний податок
3. збір за провадження деяких видів підприємницької діяльності
4. збір за місця для паркування транспортних засобів
5. туристичний збір

## Податкові ставки в Україні

### Податкове навантаження на зарплату
Станом на 2013 рік в Україні податкове навантаження на зарплату сягає розміру єдиного соціального внеску, тобто у розмірі від 36,76 до 49,7 %. В той же час, відрахування із зарплати пересічних працівників складають 15 % податок з доходів фізичних осіб та від 2,6 % до 6,1 % єдиного соціального внеску. Таким чином деякі верстви населення України віддають державі більшу частину заробітку, ніж європейці. Проте слід зазначити, що єдиний внесок не входить до системи оподаткування (відповідно до пункту 2, статті 8, Закону України «Про збір та облік єдиного внеску на https://apps.apple.com/ua/app/testflight/id899247664?l=ukзагальнообов'язкове державне соціальне страхування»).
За даними «Кореспондент», у Німеччині відрахування з зарплати лише 30 %, а у Швеції, країні з одними із найвищих податків у світі, — 46 %.

## Проблеми розвитку податкової системи України
Дослідження Світового банку і аудиторської компанії «PriceWaterHouseCoopers» показують, що податкова система України залишається однією з найгірших у світі вже як мінімум протягом останніх шести років. Про це свідчать дані таблиць 1 і 2 нижче.
| Рік  | Рейтинг України серед інших країн світу за ознакою легкості сплати податків                                                                              | Кількість податкових платежів в Україні за рік | Час для сплати податкових платежів в Україні, годин на рік |
| 1    | 2 | 3 | 4 |
| ---- | --- | --- | --- |
| 2007 | 174-те місце — друге найгірше місце у світі. | 98 платежів — третя найгірша позиція у світі. | 2 185 годин — друга найгірша позиція у світі. |
| 2007 | Найгірший рейтинг у Білорусі — 175-те місце. | На другій і першій найгірших позиціях знаходяться Білорусь (125 платежів) і Узбекистан (130 платежів) відповідно. | Найгірша позиція у Бразилії — 2 600 годин. |
| 2007 | Кращі (у порівнянні з Україною) рейтинги у Мавританії, Колумбії, Центральноафриканської Республіки, Республіки Конго, Алжиру, Китаю, Венесуели, Болівії. | Кращі (у порівнянні з Україною) позиції у Республіки Конго (94 платежі), Румунії (89 платежів), Киргизької Республіки (89), Домініканської Республіки (87), Чорногорії (75), Боснії та Герцеговини (73), Ямайки (72). | Кращі (у порівнянні з Україною) позиції у Камеруну (1 300 годин), Білорусі (1 188 годин), Нігерії (1 120), Вірменії (1 120), Тайваню (1 104), Болівії (1 080), В'єтнаму (1 050), Азербайджану (1 000).                                  |
| 2008 | 177-ме місце — друге найгірше місце у світі. | 99 платежів — третя найгірша позиція у світі. | 2 085 годин — друга найгірша позиція у світі. |
| 2008 | Найгірший рейтинг у Білорусі — 178-ме місце. | На другій і першій найгірших позиціях знаходяться Білорусь (118 платежів) і Узбекистан (124 платежі) відповідно. | Найгірша позиція у Бразилії — 2 600 годин. |
| 2008 | Кращі рейтинги у Республіки Конго, Центральноафриканської Республіки, Венесуели, Гамбії, Болівії, Мавританії, Ямайки, Панами.                            | Кращі позиції у Румунії (96 платежів) Республіки Конго (89 платежі), Чорногорії (88), Киргизької Республіки (75), Домініканської Республіки (74), Ямайки (72), Венесуели (70).                                        | Кращі позиції у Камеруну (1 400 годин), Білорусі (1 188 годин), Нігерії (1 120), Вірменії (1 120), Болівії (1 080), В'єтнаму (1 050), Азербайджану (952), Чехії (930).                                                                  |
| 2009 | 180-те місце — друге найгірше місце у світі. | 99 платежів — четверта найгірша позиція у світі. | 848 годин — десята найгірша позиція у світі. |
| 2009 | Найгірший рейтинг у Білорусі — 181-ше місце. | Гірші позиції в Узбекистану (106 платежів), Білорусі (112 платежів), Румунії (113 платежів) | Гірші позиції у Венесуели (864 години), Чехії (930 годин), Нігерії (938 годин), Вірменії (958), В'єтнаму (1050), Болівії (1080), Білорусі (1188), Камеруну (1400), Бразилія (2600).                                                     |
| 2009 | Кращі рейтинги у Республіки Конго, Центральноафриканської Республіки, Венесуели, Болівії, Гамбії, Мавританії, Ямайки, Панами.                            | Кращі позиції у Чорногорії (89 платежів), Киргизької Республіки (75 платежів), Ямайки (72 платежі), Венесуели (70), Сербії (66), Кот д'Івуару (66).                                                                   | Кращі позиції у Мавританії (696 годин), Сенегалу (666 годин), острову Тимор (640), Болгарії (616), Республіки Конго (606), Еквадору (600).                                                                                              |
| 2010 | 181-ше місце — третє найгірше місце у світі. | 147 платежів — найгірше місце у світі. | 736 годин — дев'ята найгірша позиція у світі. |
| 2010 | Гірші рейтинги у Венесуели (182-ге місце) і Білорусі (183-тє місце).                                                                                     | Гірших від України у світі немає. | Гірші позиції у Венесуели (864 години), Білорусі (900), Нігерії (938), Вірменії (958), В'єтнаму (1050), Болівії (1080), Камеруну (1400), Бразилії (2600).                                                                               |
| 2010 | Кращі рейтинги у Республіки Конго, Центральноафриканської Республіки, Узбекистану, Болівії, Гамбії, Мавританії, Ямайки.                                  | Кращі позиції у Румунії (113 платежів), Білорусі (107), Узбекистані (106), Чорногорії (89), Киргизстану (75), Ямайки (72), Венесуели (71), Сербії (66), Кот д'Івуару (66).                                            | Кращі позиції у Мавританії (696 годин), Сенегалу (666 годин), Болгарії (616), Чехії (613), Республіки Конго (606), Еквадору (600), Пакистану (560), Центрально-африканської Республіки (504)                                            |
| 2011 | 181-ше місце — третє найгірше місце у світі. | 135 платежів — найгірше місце у світі | 657 годин — десята найгірша позиція у світі. |
| 2011 | Гірші рейтинги у Центральноафриканської Республіки (182-ге місце) і Білорусі (183-тє місце).                                                             | Гірших від України у світі немає. | Гірші позиції у Сенегалу (666 годин), Мавританії (696 годин), Чаду (732), Білорусі (798), Венесуели (864), Нігерії (938), В'єтнаму (941), Болівії (1080), Бразилії (2600).                                                              |
| 2011 | Кращі рейтинги у Республіки Конго, Республіки Чад, Венесуели, Болівії, Гамбії, Панами, Ямайки.                                                           | Кращі позиції у Румунії (113 платежів), Білорусі (82 платежі), Чорногорії (77), Ямайки (72), Венесуели (70), Сербії (66), Нікарагуа (64), Кот д'Івуару (64), Шрі-Ланки (62).                                          | Кращі позиції у Камеруну і Еквадору (по 654 години), Болгарії (616 годин), Республіки Конго (606), Вірменії (581), Пакистану (560), Чехії (557), Центральноафриканської Респ. (504), Екваторіальної Гвінеї (492).                       |
| 2012 | 181-ше місце — третє найгірше місце у світі. | 135 платежів — найгірше місце у світі | 657 годин — дев'ята найгірша позиція у світі. |
| 2012 | Гірші рейтинги у Республіки Конго (182-ге місце) і Венесуели (183-тє місце).                                                                             | Гірших від України у світі немає. | Гірші позиції у Сенегалу (666 годин), Мавританії (696 годин), Чаду (732), Венесуели (864), Нігерії (938), В'єтнаму (941), Болівії (1080), Бразилії (2600).                                                                              |
| 2012 | Кращі рейтинги у Чаду, Болівії, Гамбії, Центральноафриканської Республіки, Гвінеї, Мавританії, Сенегалу, Шрі Ланки, Ямайки, Камеруну.                    | Кращі позиції у Румунії (113 платежів), Ямайки (72 платежі), Шрі Ланки (71), Венесуели (70), Таджикистану (69), Сербії (66), Кот д'Івуару (62), Республіки Конго (61), Сенегалу (59).                                 | Кращі позиції у Камеруну, Еквадору і Білорусі (по 654 години), Республіки Конго (606 годин), Пакистану (560 годин), Республіки Чехія (557), Центральноафриканської Респ. (504), Вірменії і Болгарії (500), Екваторіальної Гвінеї (492). |

Необхідно зауважити, що рейтинг кожної країни (колонка 2 таблиці 1 вище) визначається не тільки з урахуванням кількості платежів (колонка 3) і часу на здійснення податкових платежів (колонка 4), а і сукупної податкової ставки — таблиця 2.
| Рік  | Сукупна податкова ставка в Україні (у відсотках від комерційних прибутків) | Місце України серед інших країн світу за рівнем сукупної податкової ставки |
| 1    | 2                                                                          | 3                                                                          |
| ---- | -------------------------------------------------------------------------- | -------------------------------------------------------------------------- |
| 2007 | 60,3 %                                                                     | 142 місце серед 175 країн                                                  |
| 2008 | 57,3 %                                                                     | 145 місце серед 178 країн                                                  |
| 2009 | 58,4 %                                                                     | 147 місце серед 181 країни                                                 |
| 2010 | 57,2 %                                                                     | 149 місце серед 183 країн                                                  |
| 2011 | 55,5 %                                                                     | 149 місце серед 183 країн                                                  |
| 2012 | 57,1 %                                                                     | 152 місце серед 183 країн                                                  |

Для порівняння: середня сукупна податкова ставка у світі становить 44,8 % від комерційних прибутків, середня кількість податкових платежів за рік — 28,5, а середня кількість часу для здійснення цих платежів — 277 годин на рік.
Висновок: з 2007 року до 2012-го податкова система України пересунулася з другого на третє найгірше місце у світі. Кількість податкових платежів зросла до найбільшого у світі рівня. За величиною сукупної податкової ставки позиція України погіршилася зі 142 го до 152-го місця. Час на здійснення податкових платежів хоча і зменшився майже втричі, однак десятку найгірших країн світу за цим критерієм покинути не вдалося.
Експерти Міжнародної фінансової корпорації у своєму дослідженні «The Costs of Tax Compliance in Ukraine» відмічають, що на адміністрування податків український бізнес щорічно витрачає понад 4 млрд гривень. Так, у період з 2007 по 2009 роки приватний бізнес, окрім сплати безпосередньо податків та зборів, передбачених законодавством, витратив ще як мінімум 7,8 млрд гривень на заходи, пов'язані з їх адмініструванням, що становить приблизно 1 % ВВП України за 2007 рік.
Дисбаланси податкової системи України створюють нерівномірні податкові навантаження та, як результат, призводять до збільшення тіньового сектора економіки, ухиленню від оподаткування, зменшенню податкових надходжень. Особливо гостро дисбаланси податкової системи почали проявлятися з початком фінансово-економічної кризи. Зменшення попиту на цільових ринках, неконтрольоване збільшення вартості базових ресурсів, хаос на валютному ринку поставили на межу виживання цілі галузі, які є бюджетоутворюючими.